# Liste der Gerechten unter den Völkern aus Nordmazedonien

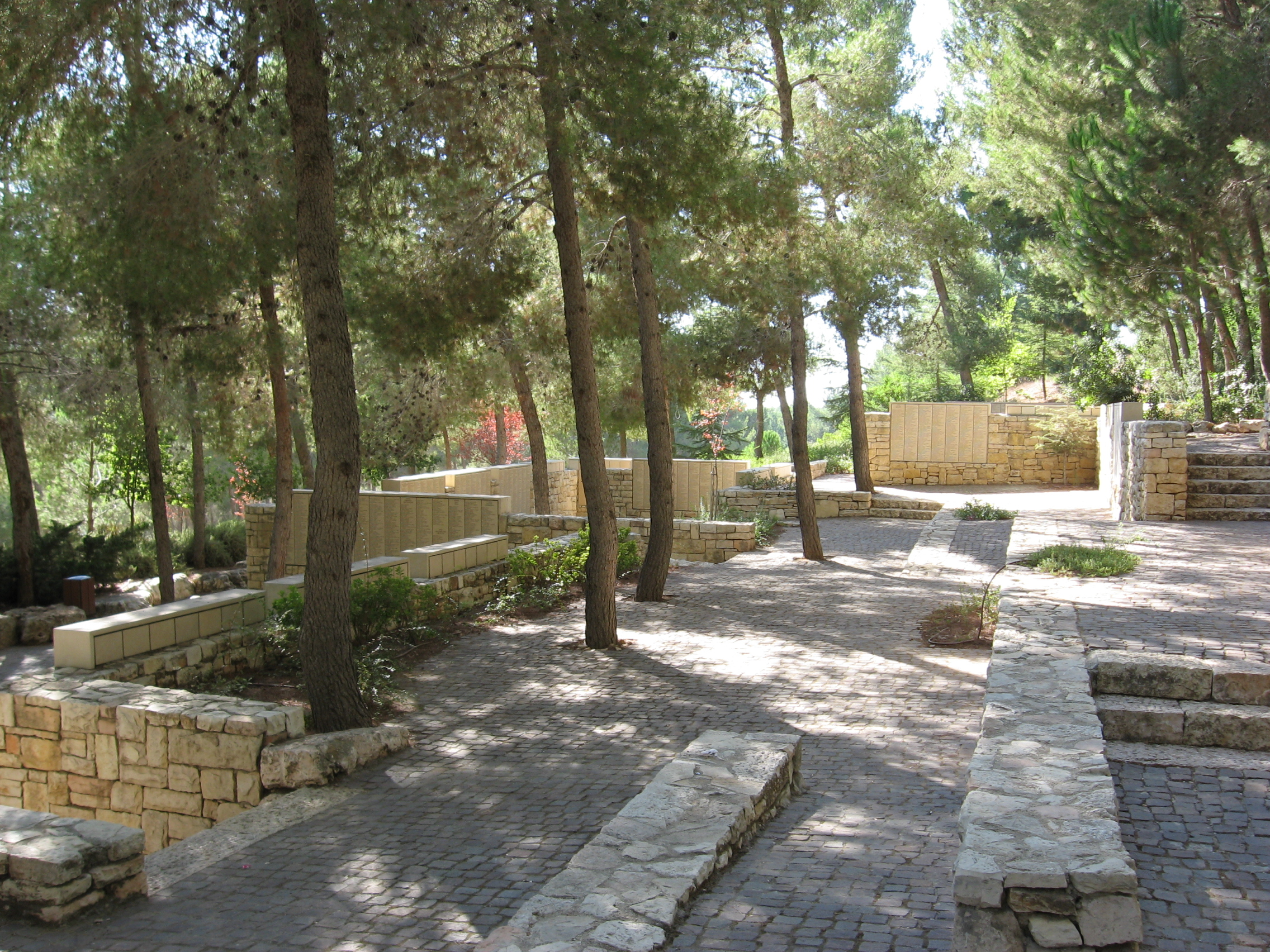
Der Garten der Gerechten unter den Völkern

Die Liste der Gerechten unter den Völkern aus Nordmazedonien führt in alphabetischer Reihenfolge diejenigen slawischen Mazedonier auf, die von der Gedenkstätte Yad Vashem mit dem Titel Gerechter unter den Völkern geehrt wurden.

## Hintergrund
Zwischen 1918 und 1941 war Vardar-Mazedonien Teil des Königreich Jugoslawiens. Im März 1941 wurde Bulgarien ein Verbündeter der Achsenmächte, und im April 1941 rückte die bulgarische Armee in Vardar-Mazedonien ein. Die bulgarischen Behörden verabschiedeten bereits im Januar 1941 ein antisemitisches Gesetz mit der Bezeichnung „Gesetz zum Schutz der Nation“, das ab April auch in Vardar-Mazedonien angewendet wurde. Am 4. Oktober 1941 erließen die Behörden ein Gesetz, das Juden jegliche Form des Handels verbot und sie zwang, ihre Geschäfte an Nicht-Juden zu verkaufen. Die Bulgaren ghettoisierten daraufhin die Juden von Bitola und zwangen sie, aus den jüdischen Vierteln der Stadt, die relativ wohlhabend waren, in die ärmeren Stadtteile umzuziehen. Im Laufe des Jahres 1942 verhängten sie immer härtere Maßnahmen gegen die Juden unter ihrer Kontrolle in Vardar-Mazedonien sowie im besetzten Nordgriechenland. Die bulgarische Regierung verlangte u. a., dass alle „jüdischen Haushalte 20 Prozent des Wertes ihres gesamten Vermögens“ abtreten mussten.
Im Hinblick auf die von Nazideutschland gewünschte Deportation der nicht-bulgarischen (mazedonischen) Juden zögerte die bulgarische Regierung zunächst, den deutschen Aufforderungen nachzukommen, und erkundigte sich Ende 1942 und Anfang 1943 auf dem diplomatischen Weg über die Schweiz, ob es möglich sei, diese Juden mit Schiffen über das Schwarze Meer in das britisch kontrollierte Palästina zu deportieren, anstatt sie mit Zügen in Konzentrationslager zu bringen. Dieser Antrag wurde jedoch vom britischen Außenminister Anthony Eden abgelehnt. Nach diesem diplomatischen Misserfolg gab die bulgarische Regierung schließlich den deutschen Forderungen nach, die nicht-bulgarischen Juden den deutschen Nazi-Behörden auszuliefern und sie so in den Tod zu schicken.
Daraufhin wurde am frühen Morgen des 11. März 1943 die gesamte jüdische Bevölkerung von Skopje, Bitola und Štip durch die bulgarische Polizei unter Aufsicht der SS zusammengetrieben. Insgesamt 7.215 Juden wurden in ein provisorisches Internierungslager in Skopje gebracht. Die Deportierten wurden 11 Tage lang unter „engen und schmutzigen Bedingungen in vier Lagerhallen des Tabakkonzerns Monopol in Skopje“ gefangen gehalten, dann an die rumänische Grenze an die Donau transportiert und von dort in Zügen in das von Deutschland errichtete Vernichtungslager Treblinka im besetzten Polen transportiert. Nur ein paar Dutzend Juden aus Bitola konnten sich der Deportation entziehen, und vier entkamen aus dem Durchgangslager. Keiner der 3 276 Juden aus Bitola, die nach Treblinka deportiert wurden, überlebte.
Durch die Deportationen wurden die jüdischen Gemeinden im bulgarisch kontrollierten Jugoslawien und in Griechenland fast vollständig ausgelöscht. Nach der Befreiung Vardar-Mazedoniens im Jahr 1944 betrug die Gesamtzahl der überlebenden Juden nach Angaben der Gesellschaft der jüdischen Gemeinden in Jugoslawien 419. Die meisten überlebten, indem sie sich versteckten oder mit den jugoslawischen Partisanen kämpften. Von denen, die in die Todeslager transportiert wurden, überlebte niemand.
Israel hat nach der Staatsgründung 1948 den Ehrentitel Gerechter unter den Völkern (hebräisch חסיד אומות העולם Chassid Umot ha-Olam) eingeführt, um nichtjüdische Einzelpersonen zu ehren, die unter nationalsozialistischer Herrschaft während des Zweiten Weltkriegs ihr Leben einsetzten, um Juden vor der Ermordung zu retten.
Zehn Nordmazedonier und Nordmazedonierinnen erhielten bisher für die Rettung jüdischer Mitbürger den Titel Gerechter unter den Völkern.

## Liste
Die Liste ist alphabetisch nach Nachnamen geordnet. Hinter dem Namen ist jeweils das Geburtsdatum, das Sterbedatum, der Ort der Rettung, der Grund der Ehrung und das Jahr der Ehrung angegeben.
| Name                  | Geboren       | Gestorben     | Ort der Rettung | Grund der Ehrung | Jahr |
| --------------------- | ------------- | ------------- | --------------- | --- | ---- |
| Boris Altiparmak      |               |               | Bitola          | Boris Altiparmak, ein Mitglied des antifaschistischen Widerstands, und seine Frau Vaska Altiparmak versteckten in ihrem Haus oder anderen Verstecken in Bitola ab März 1943 – als die Massenverhaftungen der jüdischen Bevölkerung begann – insgesamt fünf jüdische Mitbürger. Sie versorgten sie mit Lebensmitteln und vermittelten ihnen Kontakte zu Partisanen, die in der Region operierten. | 1989 |
| Vaska Altiparmak      |               |               | Bitola          | Boris Altiparmak, ein Mitglied des antifaschistischen Widerstands, und seine Frau Vaska Altiparmak versteckten in ihrem Haus oder anderen Verstecken in Bitola ab März 1943 – als die Massenverhaftungen der jüdischen Bevölkerung begann – insgesamt fünf jüdische Mitbürger. Sie versorgten sie mit Lebensmitteln und vermittelten ihnen Kontakte zu Partisanen, die in der Region operierten. | 1989 |
| Smiljan Franjo Čekada | 29. Aug. 1902 | 18. Jan. 1976 | Skopje          | Dr. Smiljan Franjo Čekada war seit August 1940 Bischof von Skopje. Als am 11. März 1943 zur Vorbereitung der Deportation in die Vernichtungslager mehr als 7.000 mazedonische Juden zusammengetrieben und in die Lagerhallen des Tabakkonzerns Monopol in Skopje gebracht wurden, sandte Čekada einen Protestbrief an den Polizeikommandanten von Skopje, Asen Bogdanow, in dem er die Freilassung der Juden forderte. Der Bischof riskierte sein Leben nicht nur, indem er sich offen gegen die Nazis stellte, sondern er versteckte auch mindestens fünf jüdische Kinder in den Räumlichkeiten der katholischen Kirche in Skopje und später in den katholischen Klöstern Letnica und Janjevo. Unter den Kindern, die durch sein Eingreifen gerettet wurden, waren Shaul Gattegno, Albert Mussafia und Erica Weingruber. | 2010 |
| Pandora Hadži-Mitkov  |               |               | Skopje          | Dr. Todor Hadži-Mitkov, ein mazedonischer Tierarzt, und seine Frau Pandora Hadži-Mitkov versteckten in ihrem Haus in Skopje ab März 1943 – kurz bevor die Deportationen begannen – die befreundete jüdische Familie Frances (Mois Frances, seine Frau Vinka Frances, seine Mutter Esther Frances und die Kinder Marcel Frances und Eni Frances). Auch organisierten sie ein weiteres Versteck am Stadtrand von Skopje bei Trajko Ribarev, Todor Hadži-Mitkovs Schwager, und seiner Frau Dragica Ribarev, beschafften falsche Papiere und organisierten die Flucht der Familie Frances. | 1976 |
| Todor Hadži-Mitkov    |               |               | Skopje          | Dr. Todor Hadži-Mitkov, ein mazedonischer Tierarzt, und seine Frau Pandora Hadži-Mitkov versteckten in ihrem Haus in Skopje ab März 1943 – kurz bevor die Deportationen begannen – die befreundete jüdische Familie Frances (Mois Frances, seine Frau Vinka Frances, seine Mutter Esther Frances und die Kinder Marcel Frances und Eni Frances). Auch organisierten sie ein weiteres Versteck am Stadtrand von Skopje bei Trajko Ribarev, Todor Hadži-Mitkovs Schwager, und seiner Frau Dragica Ribarev, beschafften falsche Papiere und organisierten die Flucht der Familie Frances. | 1976 |
| Dragica Ribarev       |               |               | Skopje          | Trajko Ribarev, der Schwager von Todor Hadži-Mitkovs, und seiner Frau Dragica Ribarev versteckten 1943 in ihrem Haus am Rande von Skopje für ein paar Tage die jüdische Familie Frances (Mois Frances, seine Frau Vinka Frances, seine Mutter Esther Frances und die Kinder Marcel Frances und Eni Frances). | 1976 |
| Trajko Ribarev        |               |               | Skopje          | Trajko Ribarev, der Schwager von Todor Hadži-Mitkovs, und seiner Frau Dragica Ribarev versteckten 1943 in ihrem Haus am Rande von Skopje für ein paar Tage die jüdische Familie Frances (Mois Frances, seine Frau Vinka Frances, seine Mutter Esther Frances und die Kinder Marcel Frances und Eni Frances). | 1976 |
| Stojan M. Siljanovski |               |               | Bitola          | Stojan-Bogoja Siljanovski, ein Mitglied des Widerstands gegen die Besetzung durch Bulgarien im Zweiten Weltkrieg war Besitzer eines kleinen Tabakladens im Zentrum von Bitola, gegenüber der bulgarischen Polizeistation. Hier versteckte er ab dem 10. März 1943, dem Vorabend der Deportation der mazedonischen Juden, die fünf jüdischen Mädchen Roza Kamhi-Rusa, Estreja Ovadija-Mara, Žamila Kolonomos-Cveta, Estreja Levi-Lena und Adela Faradji-Kata. Am folgenden Tag kamen drei weitere jüdische Mädchen hinzu. Alle acht Mädchen blieben drei Wochen in dem Versteck und wurden von Siljanovski mit Lebensmitteln und Medikamenten versorgt. | 1989 |
| Blaga Todorov         |               |               | Skopje          | Aleksandar Todorov und seine Frau Blaga Todorov aus Skopje waren Freunde und Geschäftspartner von Aaron Behar und Rivka Behar, die eine kleine Tochter, Bienvenita (Betty) Behar, hatten. Als sich nach der Annexion Mazedoniens durch Bulgarien 1941 die Situation der jüdischen Bevölkerung massiv verschlechterte, besorgte Aleksandar Todorov für die Behars falsche Ausweispapiere, um ihnen die Flucht nach Albanien zu ermöglichen. Doch die Flucht scheiterte und Aaron Behar und Rivka Behar folgten dem Befehl sich an einem Sammelpunkt zu melden, von wo aus sie in ein Arbeitslager geschickt werden sollten. Dies führte zu ihrer Deportation nach Treblinka und ihrer Ermordung. Ihre Tochter Betty Behar blieb bei den Todorovs, die ihren Namen in Kristina änderten und sie wie ihre eigene Tochter aufzogen. Als Gerüchte aufkamen, dass die Todorovs ein jüdisches Kind beherbergten, fanden sie ein Versteck für das Kind bei Verwandten in einem der umliegenden Dörfer. | 1980 |
| Aleksandar Todorov    |               |               | Skopje          | Aleksandar Todorov und seine Frau Blaga Todorov aus Skopje waren Freunde und Geschäftspartner von Aaron Behar und Rivka Behar, die eine kleine Tochter, Bienvenita (Betty) Behar, hatten. Als sich nach der Annexion Mazedoniens durch Bulgarien 1941 die Situation der jüdischen Bevölkerung massiv verschlechterte, besorgte Aleksandar Todorov für die Behars falsche Ausweispapiere, um ihnen die Flucht nach Albanien zu ermöglichen. Doch die Flucht scheiterte und Aaron Behar und Rivka Behar folgten dem Befehl sich an einem Sammelpunkt zu melden, von wo aus sie in ein Arbeitslager geschickt werden sollten. Dies führte zu ihrer Deportation nach Treblinka und ihrer Ermordung. Ihre Tochter Betty Behar blieb bei den Todorovs, die ihren Namen in Kristina änderten und sie wie ihre eigene Tochter aufzogen. Als Gerüchte aufkamen, dass die Todorovs ein jüdisches Kind beherbergten, fanden sie ein Versteck für das Kind bei Verwandten in einem der umliegenden Dörfer. | 1980 |